# Kungurocauda
Kungurocauda – wymarły rodzaj owadów z rzędu Reculida i rodziny Sylvaphlebiidae, obejmujący tylko jeden znany gatunek: Kungurocauda spinosa.
Rodzaj i gatunek opisane zostały w 2004 roku przez Daniła Aristowa. Opisu dokonano na podstawie pojedynczej skamieniałości, odnalezionej w formacji Koszelewka, w rosyjskiej Czekardzie i pochodzącej z piętra kunguru w permie.
Owad o ciele długości 7 mm. Na małej głowie miał duże oczy. Jego poprzeczne przedplecze cechowały wąskie paranotalia. Śródplecze było poprzeczne, a zaplecze tak szerokie jak długie. Przednią parę odnóży charakteryzowały pogrubione uda i nieco zakrzywione golenie. Uda tylnej pary odnóży miały po podłużnej listewce. Przednie skrzydło miało 8 mm długości, a brzegi przedni i tylny proste. W jego użyłkowaniu zaznaczały się: zakończona w nasadowej ćwiartce żyłka subkostalna, faliste żyłka radialna i pierwsza analna, zaczynający się w nasadowej ⅓ skrzydła sektor radialny oraz bardzo wcześnie rozgałęziona przednia żyłka kubitalna. Tylne skrzydło miało 7 mm długości, brzeg przedni  prosty, a wierzchołek zaokrąglony.  Jego użyłkowanie charakteryzowały: zespolenie sektora radialnego z przednią żyłką medialną, niesięgająca połowy skrzydła żyłka subkostalna i dwugałęzista przednia żyłka kubitalna. Dość długie i tęgie pokładełko zdobiło krótki odwłok.